# Пашков, Андрей Никитович
Андре́й Ники́тович Пашко́в (27 августа 1910 — 27 января 1945) — советский офицер-танкист, участник советско-финской и Великой Отечественной войн. Герой Советского Союза.
В годы Великой Отечественной войны — командир 220-й танковой бригады, полковник Красной Армии. Отличился в январе 1945 года в ходе Висло-Одерской операции.

## Биография

### Ранние годы
Родился 27 августа 1910 года в деревне Ендогуба ныне Беломорского района Карелии в семье крестьянина-бедняка.
В 1924 году вступил в комсомол, был избран секретарём комсомольской организации лесопильного завода. С 1925 по 1928 годы учился в школе ФЗУ при лесопильном заводе в селе Сороки (ныне город Беломорск), по окончании которой работал браковщиком на Сорокском лесопильном заводе.
В 1929 году вступил в ВКП(б). В 1930 году был избран на должность секретаря Сорокского райкома комсомола.

### Военная служба
После учёбы на рабфаке в Ленинграде, в 1932 году был призван в ряды РККА Беломорским райвоенкоматом и был направлен в Саратовскую танковую школу, после окончания которой в 1933 году служил в танковых частях Ленинградского военного округа.
В 1939 году закончил Военную академию имени М. В. Фрунзе.

### Советско-финская и Великая Отечественная войны
В звании капитана принимал участие в советско-финской войне.
С июня 1941 года капитан А. Н. Пашков принимал участие в боях на фронтах Великой Отечественной войны, начало которой застало в Риге, где временно исполнял должность начальника штаба 28-й танковой дивизии 12-го механизированного корпуса. Принимал участие в оборонительных боях Северо-Западного фронта под Шяуляем и Новгородом. Лично принял участие в 6-ти танковых боях. За героические действия в начальный период войны награждён орденом Красного Знамени (25 июля 1941). 18 августа был тяжело ранен.
В октябре-ноябре 1941 года участвовал в Тихвинской операции. Назначен заместителем командира 7-й гвардейской тяжёлой танковой бригады.
В январе 1943 года, командуя 32-м отдельным гвардейским танковым полком прорыва, гвардии полковник А. Н. Пашков принимал участие в прорыве блокады Ленинграда в районе Петрокрепости. Его полк совместно с частями 327-й стрелковой дивизии овладел одним из самых укреплённых оборонительных пунктов противника — рощей «Круглая». Несмотря на тяжёлую контузию, остался в строю и продолжал руководить боем. За прорыв блокады Ленинграда А. Н. Пашков был награждён орденом Отечественной войны I степени (17 марта 1943), 327-я стрелковая дивизия преобразована в 64-ю гвардейскую.
Прослужив некоторое время командующим бронетанковыми и механизированными войсками 59-й армии (Ленинградский фронт), полковник А. Н. Пашков в июне 1944 года был назначен на должность командира 220-й Гатчинской Краснознамённой танковой бригады. С отступлением противника из Карельского перешейка и освобождением Выборга бригада была передислоцирована в Польшу, где вошла в состав 5-й ударной армии.
В начале января 1945 года бригада форсировала реку Висла южнее Варшавы, и вместе с другими соединениями пехоты и артиллерии (94-я гвардейская стрелковая дивизия, 396-й гвардейский тяжёлый самоходный артиллерийский полк, 92-й инженерно-танковый полк) ей пришлось прорывать оборону противника на Магнушевском плацдарме.
Командир 220-й танковой бригады полковник А. Н. Пашков умело организовал прорыв обороны противника 14 января 1945 года и форсирование реки Пилица. 17 января 1945 года бригада овладела городом Скерневице (Польша) и удерживала его до подхода стрелковых частей (было отбито 8 контратак в течение суток). Вскоре бригада освободила город Вонгровец.
Танк командира бригады № 300, находясь в боевых порядках бригады, в 14-40 27.01.45 был обстрелян из засады расчётом фаустгранат. Попаданием в башню танка был убит командир бригады.
27 января 1945 года при штурме вражеских укреплений на подступах к городу Эрбарсдорфу командир бригады полковник Пашков А. Н. погиб, когда танковая колонна бригады попала в засаду.
Похоронен на главной площади города Вонгровец.
Указом Президиума Верховного Совета СССР от 6 апреля 1945 года «за умелое командование танковой бригадой, образцовое выполнение заданий командования и проявленные мужество и героизм в боях с немецко-фашистскими захватчиками» гвардии полковнику Андрею Никитовичу Пашкову присвоено звание Героя Советского Союза.

## Награды и звания
Советские государственные награды и звания:
- Герой Советского Союза (6 апреля 1945[4]);
- орден Ленина (6 апреля 1945);
- два ордена Красного Знамени (25 июля 1941[3], 25 апреля 1942[6]);
- орден Отечественной войны I степени (17 марта 1943[6]);
- орден Красной Звезды (14 февраля 1944[8]);
- медали, в том числе:
  - медаль «За боевые заслуги» (1944[4]);
  - медаль «За оборону Ленинграда» (1942[4]).

## Семья, личная жизнь
Вот я на новой квартире в густом сосновом лесу, закопались со всем хозяйством глубоко в землю. Это последняя квартира перед боем. Сейчас у меня в голове две большие мысли: 1. Это вы, моя семья, с которой я хочу встречи, после которой никакого расставания; 2. Это выиграть бой без больших потерь, выполнить задачу.
Жена — Анна Григорьевна Пашкова (Перетягина), проживала в Ленинграде в Поварском переулке. До войны училась в сорокской школе ФЗО, работала на лесозаводе. Вместе с мужем делила все трудности «кочевой» жизни командира Красной Армии.
Сын — Евгений, инженер-автомобилист. А. Н. Пашков адресовал с фронта жене и сыну более двухсот писем.
По воспоминаниям военврача Е. А. Норейко, А. Н. Пашков — «небольшого роста, коренастый, с простым энергичным лицом. Всегда подтянутый, с орденами, требовательный к себе и подчиненным, суровый, когда это было необходимо, и вместе с тем доступный в минуты отдыха.» За его боевой опыт, все комбаты — М. Д. Кононов, В. А. Гнедин и В. Г. Кабанов, также ставшими Героями Советского Союза — полушутя-полусерьёзно называли А. Н. Пашкова «батей». В то же время, А. Н. Пашков был серьёзно болен язвой желудка, но в бригаде о его болезни не знали, а из-за войны ему некогда было лечиться.

## Память
В Беломорске и польском Вонгровце в честь А. Н. Пашкова установлены памятники. Его имя носила площадь в городе Вонгровце (переименована). А так же улица и городской парк в Беломорске. Портрет А. Н. Пашкова установлен в Галерее Героев Советского Союза, открытой в 1977 году в Петрозаводске в районе улиц Антикайнена и Красной.
В родной деревне Ендогуба также сохранился дом, в котором родился и до 1925 года жил Герой Советского Союза А. Н. Пашков, является объектом военно-исторического наследия на территории Республики Карелия.